# Епархия Кары
Епархия Кары (лат. Dioecesis Karaënsis) — епархия Римско-Католической церкви c центром в городе Кара, Того. Епархия Кары распространяет свою юрисдикцию на область  Кара в Того. Епархия Кары входит в митрополию Ломе. Кафедральным собором епархии Кары является церковь Святых Петра и Павла.

## История
1 июля 1994 года была образована епархия Кары путём её выделения из епархии Сокоде.

## Ординарии епархии
- епископ Ernest Patili Assi (1.07.1994 — 16.02.1996);
- епископ Ignace Baguibassa Sambar-Talkena (30.11.1996 — 7.01.2009);
- епископ Jacques Danka Longa (7.01.2009 — по настоящее время).

## Источник
- Annuario Pontificio, Libreria Editrice Vaticana, Città del Vaticano, 2003, ISBN 88-209-7422-3